# مایکل اوون
مایکل جیمز اوون (به انگلیسی: Michael James Owen) (زاده ۱۴ دسامبر ۱۹۷۹) بازیکن سابق فوتبال اهل انگلستان است. او در پست مهاجم، برای تیم ملی فوتبال انگلستان و باشگاه‌های لیورپول، رئال مادرید، نیوکاسل یونایتد، منچستر یونایتد، استوک سیتی بازی کرده‌است. او پس از پایان فوتبالش از سال ۲۰۱۳ به‌عنوان کارشناس فوتبال و همچنین تاجر و پرورش‌دهندهٔ اسب، فعالیت می‌کند.

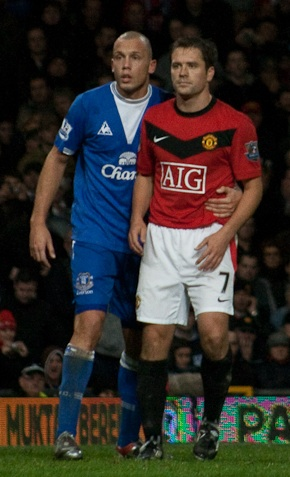
مایکل اوون (راست) در پیراهن منچستر یونایتد.

## سال‌های آغازین
مایکل اوون در شهر چستر، چشایر به دنیا آمد. وی فوتبال خود را از ۷ سالگی و زیر نظر پدرش، تری اوون، آغاز کرد. پدر مایکل فوتبالیستی بود که در زمان بازیگری‌اش، هم در باشگاه چستر و هم در اورتون توپ زده بود. مایکل در هشت سالگی، برای بازی در تیم زیر یازده سال مدرسهٔ دیساید انتخاب شد. او در ۹ سالگی، کاپیتان این تیم شد و در سن ۱۰ سالگی با زدن ۹۷ گل در یک فصل، آقای گل شد و رکورد بیست‌سالهٔ ایان راش را جابه‌جا کرد.

## دوران باشگاهی

### لیورپول
اوون پس از درخشش در تیم‌های نوجوانان و جوانان لیورپول، مورد توجه چندین باشگاه از جمله منچستر یونایتد، شفیلد، وستهام یونایتد، لیورپول و بروسیا دورتموند آلمان قرار گرفت. قرار گرفت. اوتمار هیتسفلد مربی وقت بروسیا دورتموند از مسوولین لیورپول خواست که اوون را به این باشگاه بفروشند. اما لیورپولی‌ها از انتقال اوون که در تیم نوجوانان این باشگاه بازی می‌کرد خودداری نمودند. اوون به همراه نوجوانان لیورپول، قهرمان لیگ نوجوانان شد.
مایکل در ۱۸ دسامبر ۱۹۹۶ از تیم جوانان باشگاه لیورپول به تیم بزرگسالان این باشگاه پیوست. او در سال ۱۹۹۷ در اولین بازی‌اش در لیگ برتر فوتبال انگلستان فقط شانزده دقیقه پس از حضور در زمین، به ویمبلدون گل زد.
اوون در سال ۲۰۰۱ همراه با سرخ پوشان آنفیلد در جام حذفی انگلستان، جام اتحادیه، لیگ برتر و جام یوفا شرکت کرد و بازی‌های درخشانی از خود به نمایش گذاشت. او در نهایت، از سوی فوتبال‌نویسان انگلستان، به عنوان برترین بازیکن سال انتخاب شد. او در سال ۲۰۰۲ به عنوان مرد سال فوتبال اروپا انتخاب شد تا بعد از ۲۲ سال یک بازیکن انگلیسی دوباره این افتخار را به‌دست‌آورد. (نفر قبلی کوین کیگان بود). او در سال ۲۰۰۳ برابر وست برومویچ آلبیون، در ۱۸۵امین بازی‌اش توانست صدمین گل خود در لیگ برتر را به‌ثمر برساند. مایکل از سال ۱۹۹۸ تا زمان جدایی‌اش از لیورپول همواره، بهترین گلزن لیورپول بود.

### رئال مادرید
در ماه اوت ۲۰۰۴، اوون با قراردادی ۸ میلیون یورویی به تیم پُر ستارهٔ رئال مادرید پیوست و شماره ۱۱ لباس این تیم را به تن کرد. او در نخستین فصل حضورش در رئال، ۱۳ گل به ثمر رساند. با پایان این فصل در تابستان ۲۰۰۵ و با پیوستن روبینیو و ژولیو باپتیستا به رئال مادرید، اوون تصمیم به جدا شدن از این تیم گرفت.

### نیوکاسل
ستاره سابق لیورپول در سال ۲۰۰۵ با قراردادی ۱۷ میلیون پوندی به نیوکاسل پیوست تا رکورد بالاترین مبلغ پرداختی نیوکاسل برای خرید یک بازیکن شکسته شود و اوون به عنوان گران‌قیمت‌ترین بازیکن تاریخ باشگاه شناخته شود. اوون اولین گل خود را در پیروزی ۳ بر صفر کلاغ‌های سیاه بر بلکبرن به ثمر رساند و تا پیش از آن‌که در یک بدشانسی دیگر با مصدومیت روبه‌رو شود، بازی‌های خوبی برای نیوکاسل انجام داد.

### منچستر یونایتد
در سوم ژوئیه ۲۰۰۹ مایکل اوون به عنوان بازیکن آزاد با عقد قراردادی دو ساله به تیم منچستر یونایتد پیوست و پیراهن شماره ۷ منچستر را که پیش از آن در اختیار کریستیانو رونالدو بود بر تن کرد. او در منچستر یونایتد نتوانست انتظارات یونایتدی‌ها را برآورده کند و در نتیجه در سال ۲۰۱۲ به استوک سیتی پیوست.

### استوک سیتی

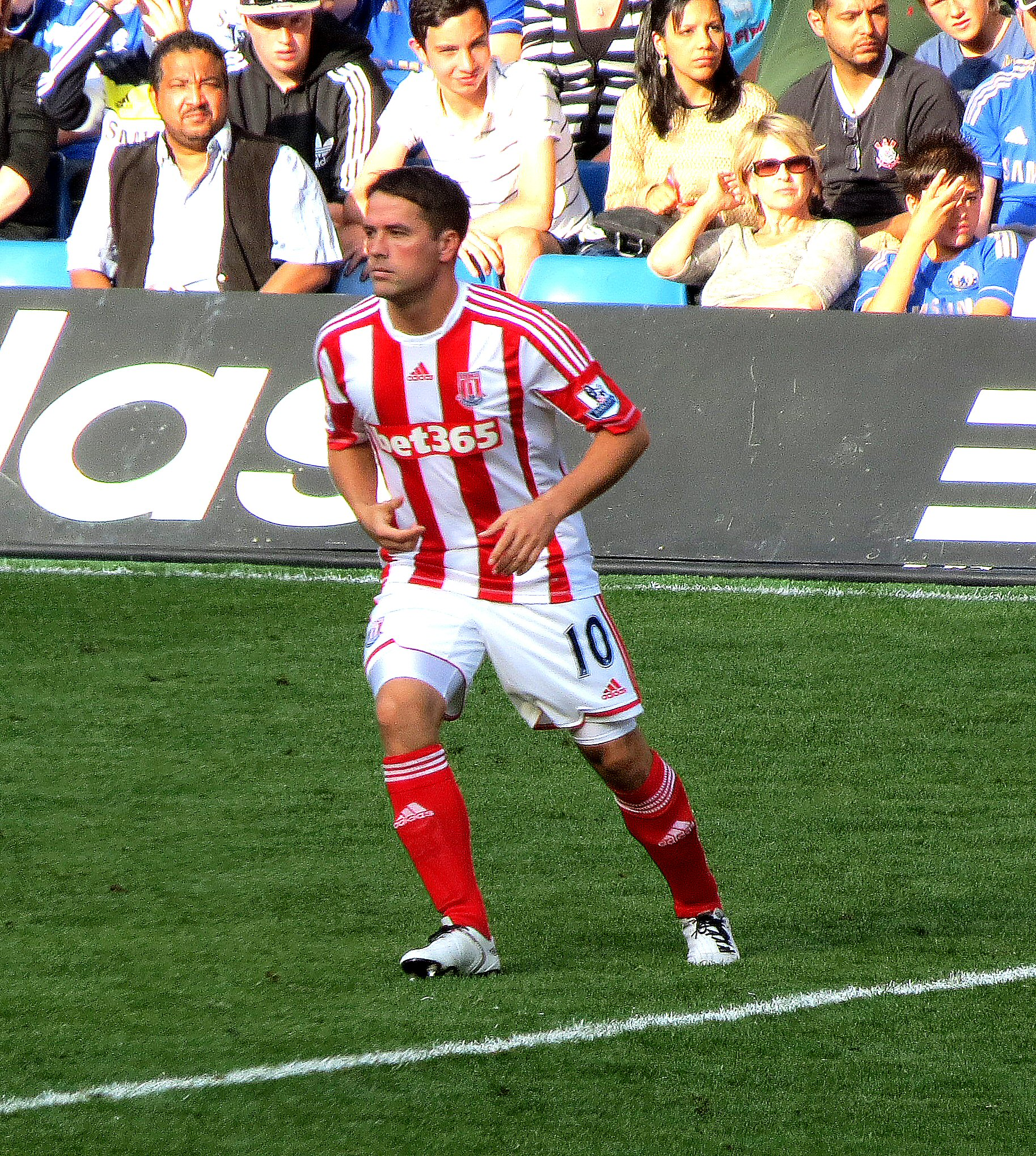
اوون در لباس استوک سیتی در ۲۰۱۲

اوون در ۱۴ سپتامبر ۲۰۱۲، با قراردادی یک ساله به استوک سیتی پیوست و پیراهن شمارهٔ ۱۰ این تیم را به تن کرد. او در ابتدای حضور خود در این تیم، دچار آسیب‌دیدگی شدید ماهیچه همسترینگ شد.
وی در ۱۹ مارس ۲۰۱۳ اعلام کرد که در پایان این فصل، از فوتبال خداحافظی می‌کند.

## تیم ملی
اوون با ۱۸ سال و ۵۰ روز به عنوان جوان‌ترین بازیکن تاریخ فوتبال انگلستان تا آن زمان به تیم ملی انگلستان دعوت شد. او اولین بازی ملی خود را در مقابل شیلی انجام داد و در سن ۱۸ سالگی در جام جهانی ۱۹۹۸، فوتبال‌دوستان با نام او به‌عنوان ستاره‌ای جدید و جوان آشنا شدند. او در بازی مقابل آرژانتین با سرعتی شهاب مانند و جاگذاری مدافعین و شوتی سنگین در گوشه دروازه، دروازه کارلوس روآ را فرو ریخت.
اولین گل ملی او در بازی دوستانه در مقابل مراکش به ثمر رسید. در اوائل بازی‌های جام جهانی او یک نیمکت‌نشین بود اما در بازی مقابل رومانی با به ثمر رساندن گل و تغییر نتیجه به نفع انگلیس مربی وقت گلن هادل را مجبور به قبول او کرد و درست ۸ روز بعد با یک گل جاودانی به آرژانتین، شهرت جهانی یافته بود.
از این پس او یکی از بازیکنان فیکس تیم ملی انگلیس به حساب می‌آمد.
یکی دیگر از خاطره‌های به‌یادماندنی این سال برای اوون، به ثمر رساندن سه گل در دیدار انتخابی جام جهانی۲۰۰۲ برابر آلمان بود که انگلستان موفق شد با پیروزی ۵ بر ۱ بر ژرمن‌ها، راه صعود خود به جام جهانی هفدهم را هموارتر کند.
اوون در ابتدای سال ۲۰۰۶ در دیدار برابر تاتنهام هاتسپر پایش شکست تا رسیدن او به مسابقات جام جهانی ۲۰۰۶ در هاله‌ای از ابهام قرار بگیرد ولی سرانجام او به این بازی‌ها رسید. او با بدشانسی در بازی برابر سوئد، دچار پارگی رباط صلیبی شد تا قادر نباشد در ادامه بازی‌های جام جهانی برای انگلیس بازی کند.

## افتخارات

### لیورپول
جام حذفی: ۲۰۰۰–۰۱
جام لیگ فوتبال: ۲۰۰۰–۰۱، ۲۰۰۲–۰۳
FA Community Shield: 2001
جام یوفا: ۲۰۰۰–۰۱
سوپر جام یوفا: ۲۰۰۱

### منچستر یونایتد
لیگ برتر: ۲۰۱۰
جام لیگ فوتبال: ۲۰۰۹–۱۰
FA Community Shield: 2010

### شخصی
توپ طلا: ۲۰۰۱
بازیکن جهانی فوتبال سال: ۲۰۰۱
تیم ESM سال: ۲۰۰۰–۰۱
Onze d'Argent: 2001
شخصیت ورزشی بی‌بی‌سی سال: ۱۹۹۸
چکمه طلای لیگ برتر: ۱۹۹۷–۹۸، ۱۹۹۸–۹۹
بازیکن لیگ برتر فصل: ۱۹۹۷–۹۸
PFA بازیکن جوان سال: ۱۹۹۷–۹۸
تیم PFA سال: لیگ برتر ۱۹۹۷–۹۸
بازیکن لیگ برتر ماه: اوت ۱۹۹۸
جایزه بهترین بازیکن جام جهانی فیفا: فرانسه ۱۹۹۸
تیم تمام ستاره جام جهانی فیفا: ۱۹۹۸ (رزرو)
جوایز ۱۰ فصل لیگ برتر: تیم داخلی دهه
فیفا ۱۰۰
تالار مشاهیر فوتبال انگلیسی: ۲۰۱۴
پای طلایی: ۲۰۱۷، به عنوان افسانه فوتبال

## نکاتی از زندگی اوون
- در سال۲۰۰۵ با «لوئیس بونسال» ازدواج کرد.
- ثمره ازدواج او یک دختر و یک پسر به نام‌های «رز» و «جیمز» است.
- جایزه کفش طلایی فوتبال انگلیس را در سال ۹۸ با ۱۸گل در ۳۶بازی کسب کرد.
- اوون و «جف هرست» تنها بازیکنان انگلیسی هستند که در جام جهانی موفق به هت‌تریک شده‌اند.
- ورزش مورد علاقه او گلف و تنیس و بیلیارد است.
- قهرمان دوران کودکی او ایان راش و گری لینکر است.